# Подуровка
Поду́ровка (рос. Подуровка) — присілок у складі Цілинного округу Курганської області, Росія.
Населення — 163 особи (2010, 247 у 2002).
Національний склад станом на 2002 рік:
- росіяни — 62 %
- казахи — 37 %